# پولیه، مونته‌نگرو
شهر پولیه (به روسی: Поље) در کشور مونته‌نگرو واقع شده‌است. جمعیت این شهر ۱٬۵۲۹ نفر  است.